# Jean-Louis Carra
Pour les articles homonymes, voir Carra.
Jean-Louis Carra, né le 9 mars 1742 à Pont-de-Veyle et mort guillotiné le 31 octobre 1793 à Paris, est un journaliste et révolutionnaire français.

## Biographie
Fils d’un commissaire en droits seigneuriaux, il est emprisonné pendant qu’il est encore au collège à Mâcon, accusé pour un vol de rubans. En 1768-1769, il est secrétaire du marquis d’Argenson. Suit une période d’errances en Suisse et en Angleterre, où il est emprisonné pour dettes, en Russie et dans la Moldavie du prince Grégoire Ghika. Après avoir collaboré à l'Encyclopédie d'Yverdon, il rejoint en juillet 1771 l'équipe rédigeant le Supplément à l'Encyclopédie, pour laquelle il rédige 400 articles de Géographie, et qu'il quitte en juin 1772 après une querelle avec le directeur éditorial Robinet. Il porte l'affaire sur la place publique en publiant un violent pamphlet contre Robinet. En 1776, après un passage à Varsovie, il est de retour en France. En 1784, grâce à la protection du baron de Breteuil, il entre à la Bibliothèque du roi.
À la Révolution, il se fait remarquer de bonne heure par ses contributions aux Annales patriotiques et littéraires. Actif au club des jacobins et à la société des amis des Noirs, il est nommé, conjointement avec Chamfort, à la tête de la Bibliothèque nationale le 19 août 1792.
Les Annales patriotiques connurent un succès prodigieux ; elles étaient dans tous les clubs. Dans les villages, chaque société populaire avait son Carra. Tout ce qu’on disait dans ces associations turbulentes était ramassé par cette feuille, qui répandait tout ceci d’un bout à l'autre de la France.
Dès le 29 décembre 1790, Carra se présenta à la tribune du club des jacobins, déclara formellement la guerre à l’empereur Léopold, et ajouta que, pour soulever tous les peuples de l’Allemagne, il ne demandait que 50 000 hommes, 12 presses, des imprimeurs et du papier, mais alors, même dans ce club, on ne pensait pas à la guerre, et Mirabeau le fit couvrir de huées.
Le 8 septembre 1792, il se présenta à la barre du corps législatif, et fit remettre sur le bureau une tabatière en or, qu’il dit lui avoir été donnée par le roi de Prusse, en reconnaissance d’un ouvrage qu’il lui avait dédié, et demanda que cet or serve à combattre le souverain qui l’en avait gratifié : il termina en déchirant la signature de la lettre que le roi lui avait adressée. Cependant, plusieurs personnes prétendirent que, malgré toutes ces protestations d’un républicanisme qui ne connaissait ni égards ni ménagements, Carra était l’agent d’un parti qui voulait mettre le duc de Brunswick sur le trône de France.
Ce soupçon fit fortune auprès de Robespierre, qui le désigna comme un traître, bien que, dans toutes les circonstances, il eût été un de ses plus utiles serviteurs. Carra fut un des principaux promoteurs de l’attaque des Tuileries, le 10 août, et s’en vanta dans sa feuille. Il accusa le général Montesquiou, commandant en Savoie, et fut envoyé au camp de Châlons, d’où il annonça la retraite des Prussiens.
Carra fut élu député à la Convention nationale par les départements de l'Eure et de Saône-et-Loire : il accepta la nomination du second tandis qu'il fut remplacé dans le premier par Louis-Jacques Savary. Dans le procès de Louis XVI, il fut un des premiers à se prononcer contre l’appel au peuple. Du reste, il ne se fit pas remarquer dans cette assemblée, et réserva tous ses moyens pour son journal.
C’est dans cette feuille que, dès les premiers mois de 1792, il insistait pour que la populace fût armée de piques afin de l’opposer à la garde nationale, uniquement composée des bourgeois de chaque ville, et il le répéta si souvent, qu’enfin ses vœux furent satisfaits. Cette mesure désorganisa la force publique qui soutenait la faible constitution. La garde nationale, surtout à Paris, avait très belle tenue et se faisait honneur de ne jamais paraître que sous le plus brillant costume militaire. Dès que les piques parurent, la plupart des compagnies ne voulurent pas se confondre avec la tourbe des piquiers, que dès lors on appela « sans-culottes », et cessèrent de faire le service.
Rejeté du parti de Robespierre, Carra se rangea dans celui des brissotins, et fut nommé, sous le ministère de Roland, garde de la Bibliothèque nationale. Bientôt les dénonciations se multiplièrent contre lui. Marat, Couthon et Robespierre le firent rappeler d’une mission à Blois, le 12 juin 1793. Proscrit par suite des événements du 31 mai, il fut condamné à mort, le 30 octobre, par le tribunal révolutionnaire de Paris, et décapité le lendemain, avec les 21 députés girondins.

## Publications
- Le Faux Philosophe démasqué, 1772.
- Odazir, ou le jeune Syrien, 1772.
- Esprit de la morale et de la philosophie, 1777.
- Histoire de la Moldavie et de la Valachie, 1777.
- Nouveaux principes de physique, 1781-1783.
- Système de la raison, 1782.
- Examen physique du magnétisme animal, 1785.
- Un petit mot de réponse à M. de Calonne, 1787.
- M. de Calonne tout entier, 1788.
- Considérations, recherches et observations sur les États généraux, 1789.
- Mémoires sur la Bastille, t. 3, 1790 (lire en ligne).

Traduction
- John Gillies, L’Histoire de l’ancienne Grèce, 1787-1788,